# The Infinite Order
The Infinite Order è il settimo album in studio del gruppo musicale metal statunitense Living Sacrifice, pubblicato nel 2010.

## Tracce
1. Overkill Exposure – 2:48
2. Rules of Engagement (featuring David Bunton) – 3:27
3. Nietzsche's Madness (featuring Joe Musten) – 3:32
4. Unfit to Live – 4:27
5. The Training – 4:17
6. Organized Lie (featuring Drew Garrison) – 3:23
7. The Reckoning – 3:41
8. Love Forgives – 3:24
9. They Were One (featuring David Bunton) – 3:20
10. God Is My Home – 4:52
11. Apostasy – 6:46
12. Of My Flesh, Of My Heart – 2:56

## Formazione
- Bruce Fitzhugh - voce, chitarra
- Rocky Gray - chitarra
- Arthur Green - basso, voce
- Lance Garvin - batteria